# Livinhac-le-Haut
Livinhac-le-Haut is een gemeente in het Franse departement Aveyron (regio Occitanie). De plaats maakt deel uit van het arrondissement Villefranche-de-Rouergue. Livinhac-le-Haut telde op 1 januari 2022 1.102 inwoners.

## Geografie
De oppervlakte van Livinhac-le-Haut bedroeg op 1 januari 2022 10,97 vierkante kilometer; de bevolkingsdichtheid was toen 100,5 inwoners per km².
De onderstaande kaart toont de ligging van Livinhac-le-Haut met de belangrijkste infrastructuur en aangrenzende gemeenten.

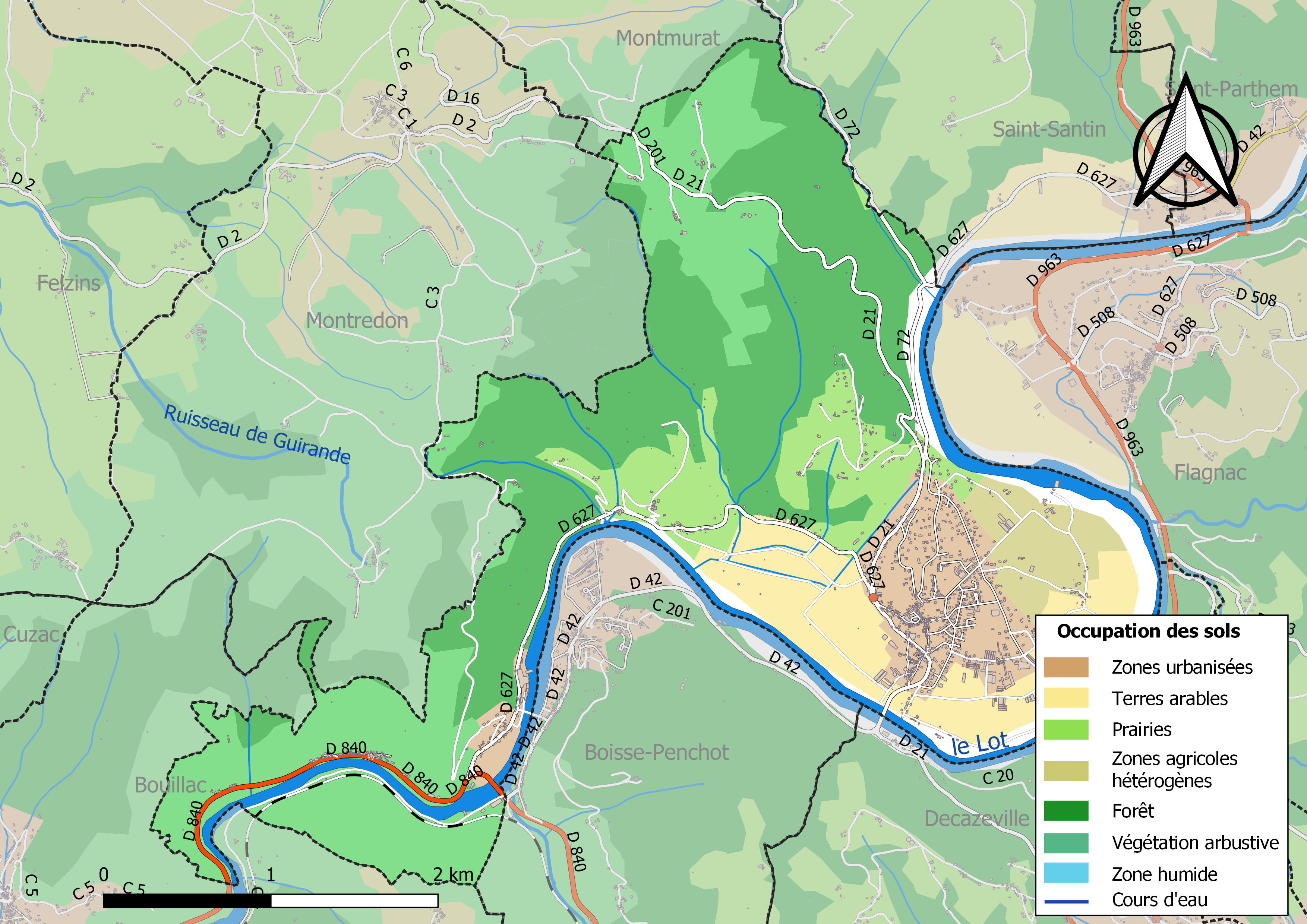

## Demografie
Onderstaande figuur toont het verloop van het inwonertal (bron: INSEE-tellingen).

Vanwege een beveiligingsprobleem met de MediaWiki Graph-software is het momenteel niet mogelijk deze grafiek weer te geven. Zodra de software is bijgewerkt zal de grafiek vanzelf weer zichtbaar worden.